# Ladislavella emarginata
Ladislavella emarginata is een slakkensoort uit de familie van de Lymnaeidae. De wetenschappelijke naam van de soort is voor het eerst geldig gepubliceerd in 1821 door Say.